# 藏前站
藏前站（日语：／ Kuramae eki */?）是位於日本東京都台東區，屬於東京都交通局（都營地下鐵）淺草線與大江戶線的鐵路車站。淺草線站體所在地是藏前二丁目，大江戶線站體則位於壽三丁目。淺草線的車站編號是A 17，大江戶則線是E 11。

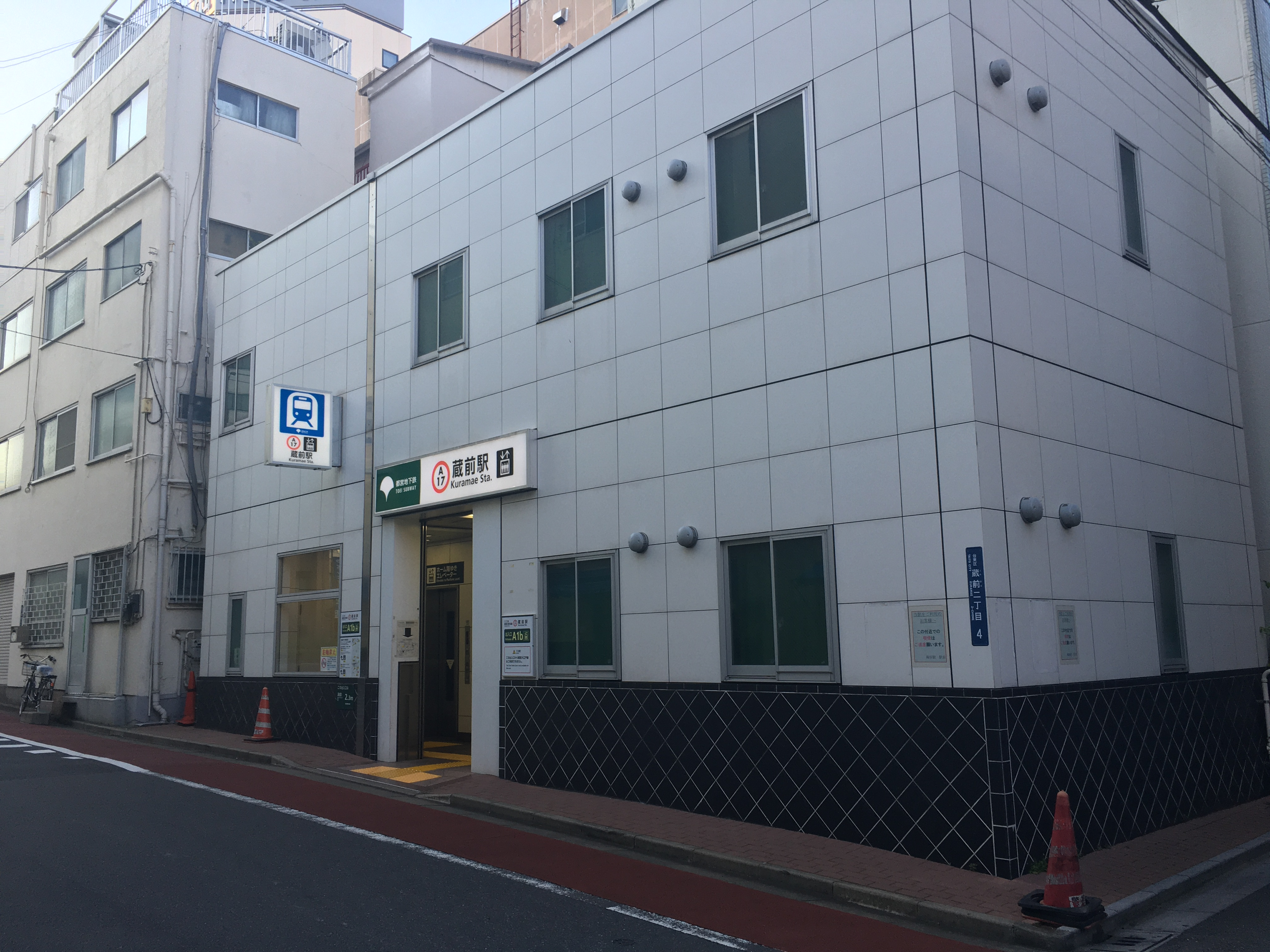
A1b出入口(2021年7月)

## 概要
本站為淺草線與大江戶線的轉乘站，但兩路線的車站互相獨立存在，因此無法在地下進行轉乘。轉乘時須回至地面利用江戶通與春日通前往，淺草線2號月台（押上方向）前方驗票閘機旁的A4出口與大江戶線A6出口之間距離約200公尺。而淺草線1號月台（西馬込、京急線方向）後方閘機前的A2出口與大江戶線A6出口之間須穿越江戶通的厩橋交差點，距離約270公尺。由於兩線都是地下車站，須利用樓梯前往大廳（僅淺草線A2出口與大江戶線A6出口設有扶手電梯），月台又在大廳下方，加上A6出口與大江戶線閘機之間的距離較長，兩線轉乘需要頻繁上下和步行。

## 歷史
- 1960年（昭和35年）12月4日：都營地下鐵1號線藏前站開業。
- 1978年（昭和53年）7月1日：1號線改稱為淺草線。
- 2000年（平成12年）12月12日：大江戶線站區開業，成為換乘站。
- 2015年（平成27年）4月1日：大江戶線業務從上野御徒町站務管理所上野御徒町站務區移交給新橋站務管理所淺草橋站務區。
- 2016年（平成28年）4月1日：大江戶線業務移交給門前仲町站務管區門前仲町站務區。

### 站名由來
站名取自開業當時的地名「淺草藏前」，其中「藏前」是源自於江戶時代坐落在此地的幕府米藏（淺草御藏）。

## 車站構造
本站為地下車站，並設有兩個站區，分別是淺草線站區和大江戶線站區。兩個站區並不設有換乘通道，因此換乘時須經地面換乘。
淺草線的月台配置為相對式月台2面2線，大江戶線則是島式月台1面2線的。淺草線與大江戶線月台編號不共通，皆是1號線與2號線。
淺草線電扶梯設於A2出入口，電梯設於A0、A1出入口。大江戶線電扶梯設於月台與大廳之間、A5與A7出入口部分區間、A6出入口，電梯設於月台與大廳之間及A5出入口。A0出入口是在2014年2月新設的出入口，設有自動驗票閘門。淺草線A3出口由於建物（藏前會館）老化與外壁脫落的危險性，從2014年2月起關閉，A3出口的剪票口也隨之關閉。
淺草線站區由門前仲町站務管區淺草橋站務區管理，大江戶線站區由門前仲町站務管區門前仲町站務區管轄。業務皆委託給東京都營交通協力會。

### 月台配置
| 月台           | 路線     | 目的地                               |
| -------------- | -------- | ------------------------------------ |
| 淺草線藏前站   |          |                                      |
| 1              | 淺草線   | 西馬込、京急本線、羽田機場方向       |
| 2              | 淺草線   | 押上、京成本線、北總線、成田機場方向 |
| 大江戶線藏前站 |          |                                      |
| 1              | 大江戶線 | 飯田橋、新宿西口、都廳前方向         |
| 2              | 大江戶線 | 兩國、門前仲町、大門方向             |

（來源：都營地下鐵:車站構內圖 （页面存档备份，存于））

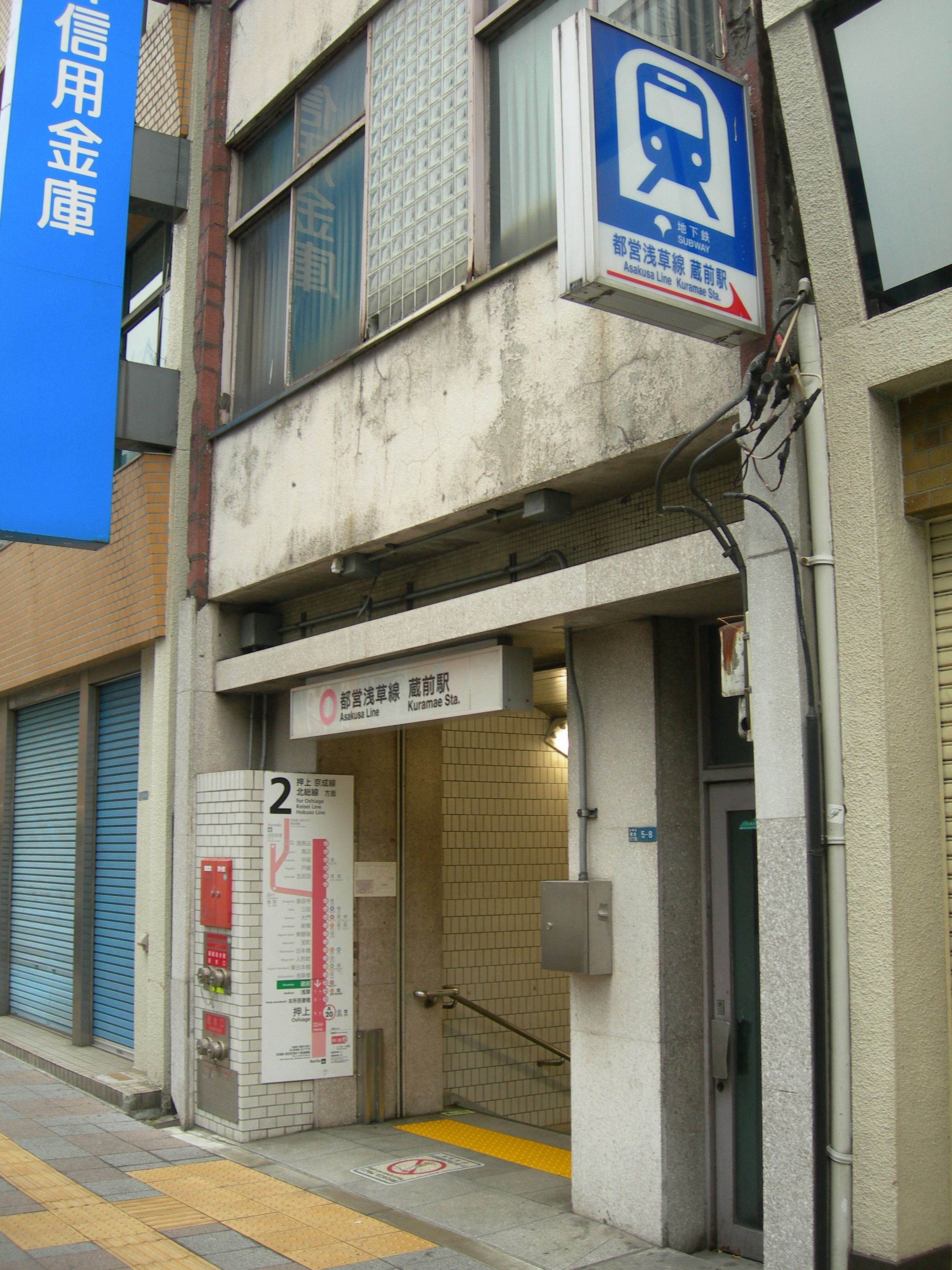
淺草線站區出口(2010年2月)
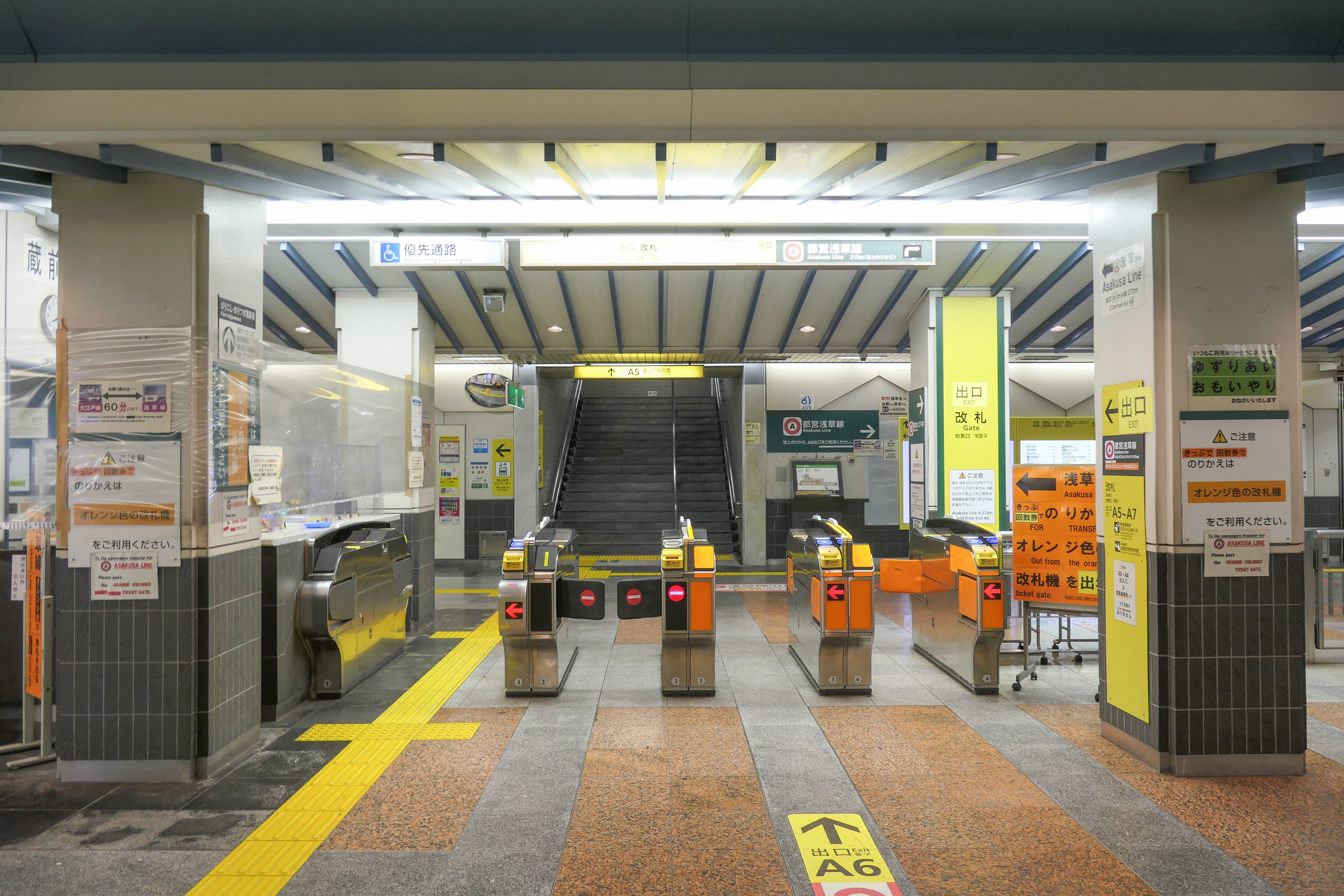
大江戶線驗票口(2022年12月)
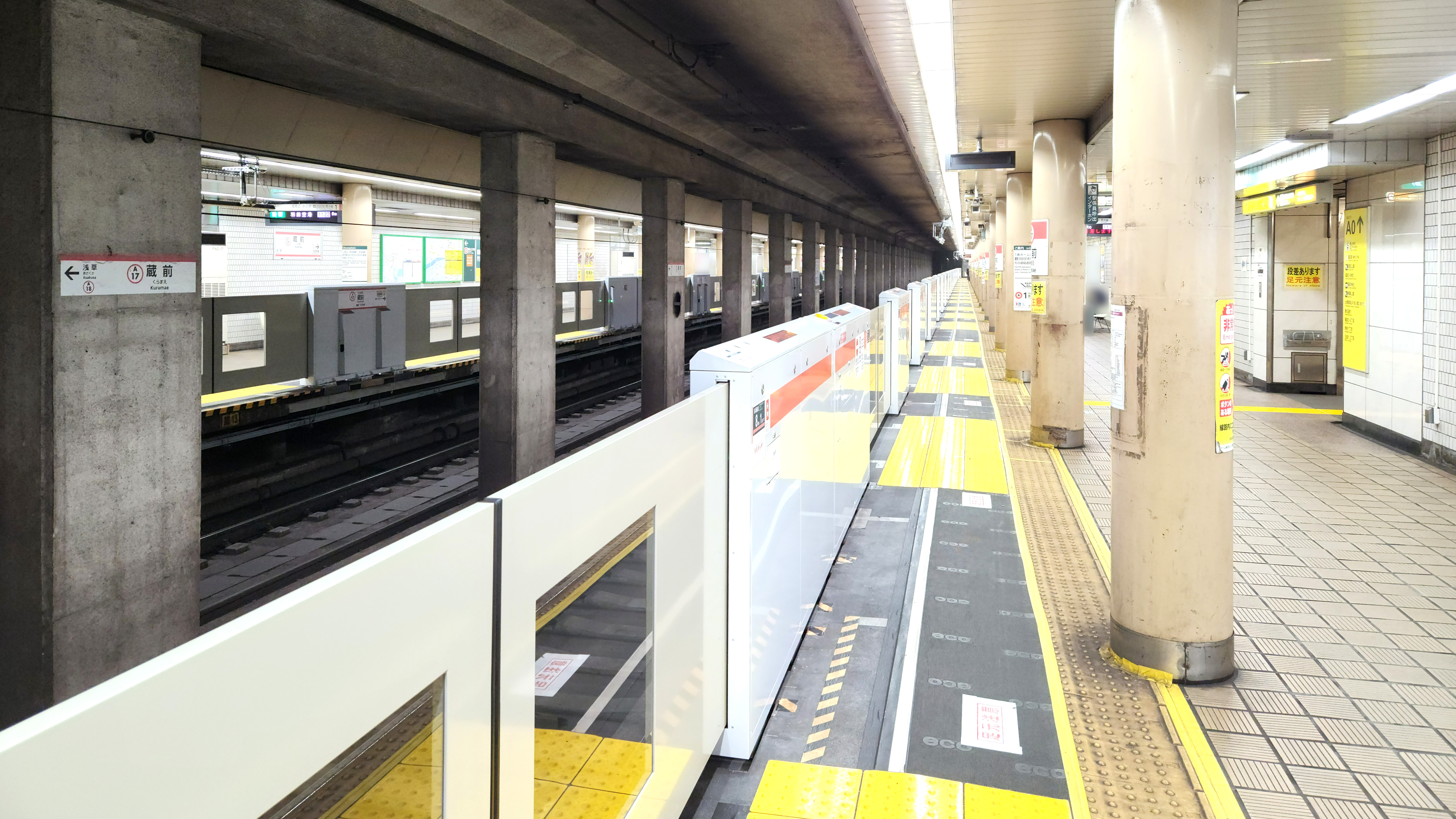
淺草線月台(2023年6月)
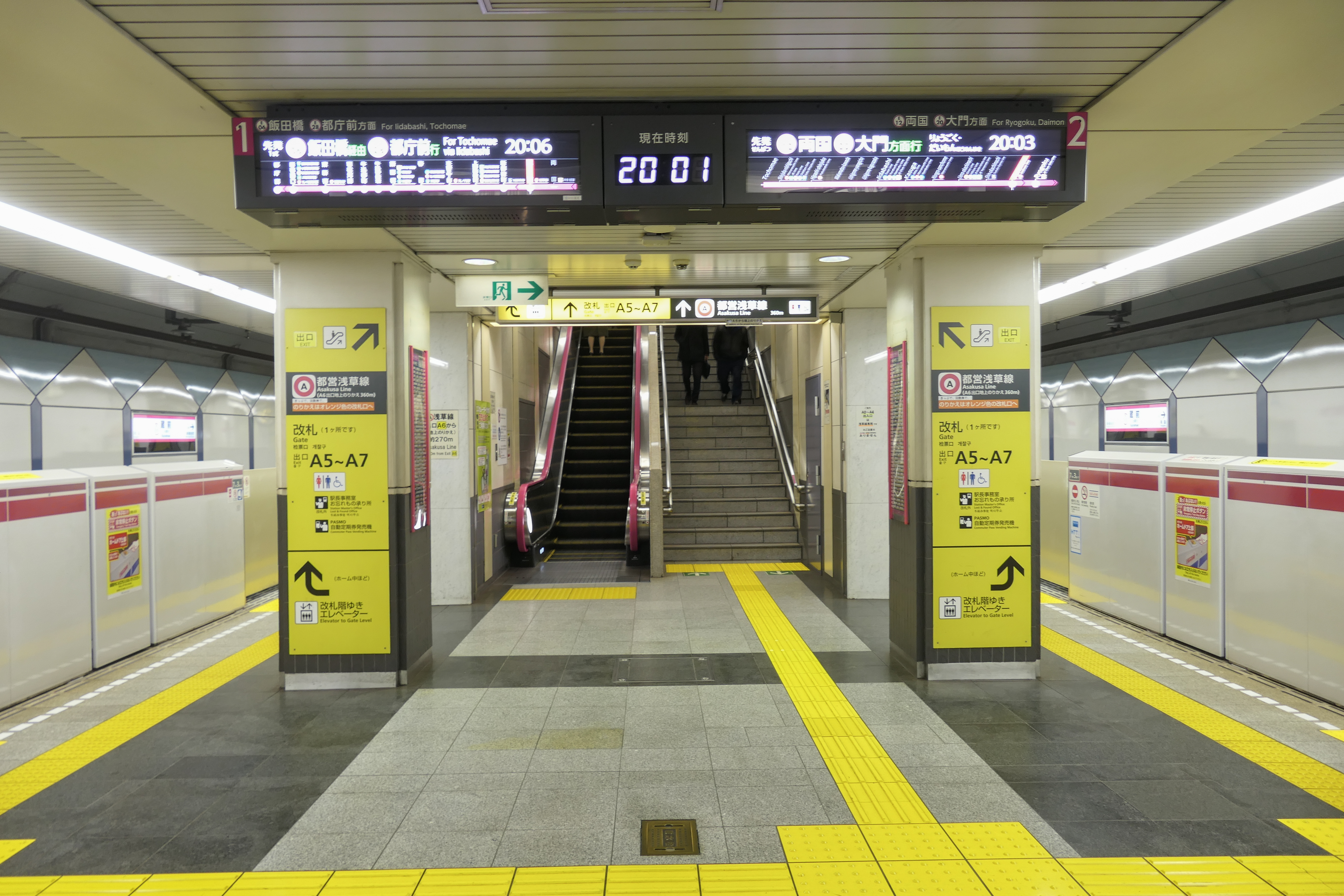
大江戶線1號與2號月台(2022年12月)

### 兩線轉乘
建設大江戶線時，曾計畫在與淺草線交會處設轉乘站，但由於淺草線車站未規劃與其他車站轉乘，因此並未設在交會處上。另外，大江戶線建設時，曾規劃將淺草線月台往北側移動並建設連絡通道，但由於資金困難而放棄。
- 需至地面轉乘的同業者車站僅有本站（另有與東京地下鐵的轉乘站本鄉三丁目）。

## 利用狀況
- 都營地下鐵[利用客数 1]
  - 淺草線 - 2017年度1日平均上下車人次為36,154人（上車人次：18,127人、下車人次：18,027人）。
  - 大江戶線 - 2017年度1日平均上下車人次為33,503人（上車人次：16,679人、下車人次：16,824人）。

各年度1日平均上下車人次如下表。
| 年度               | 都營地下鐵         | 都營地下鐵 | 都營地下鐵         | 都營地下鐵 |
| 年度               | 淺草線             | 淺草線     | 大江戶線           | 大江戶線   |
| 年度               | 1日平均 上下車人次 | 增長率     | 1日平均 上下車人次 | 增長率     |
| ------------------ | ------------------ | ---------- | ------------------ | ---------- |
| 2003年（平成15年） | 26,719             | −1.3%      | 19,829             | 4.0%       |
| 2004年（平成16年） | 26,689             | −0.1%      | 20,547             | 3.6%       |
| 2005年（平成17年） | 27,354             | 2.5%       | 22,269             | 8.4%       |
| 2006年（平成18年） | 28,580             | 4.5%       | 23,918             | 7.4%       |
| 2007年（平成19年） | 31,152             | 9.0%       | 25,937             | 8.4%       |
| 2008年（平成20年） | 31,413             | 0.8%       | 27,417             | 5.7%       |
| 2009年（平成21年） | 31,010             | −1.3%      | 27,375             | −0.1%      |
| 2010年（平成22年） | 31,248             | 0.8%       | 27,727             | 1.3%       |
| 2011年（平成23年） | 30,373             | −2.8%      | 27,287             | −1.6%      |
| 2012年（平成24年） | 32,486             | 7.0%       | 29,204             | 7.0%       |
| 2013年（平成25年） | 33,867             | 4.3%       | 30,586             | 4.7%       |
| 2014年（平成26年） | 34,667             | 2.4%       | 31,142             | 1.8%       |
| 2015年（平成27年） | 34,891             | 0.6%       | 32,114             | 3.1%       |
| 2016年（平成28年） | 35,385             | 1.4%       | 32,641             | 1.6%       |
| 2017年（平成29年） | 36,154             | 2.1%       | 33,503             | 2.6%       |

### 各年度1日平均上車人次（1960年－2000年）
| 年度               | 淺草線 | 大江戶線 | 來源              |
| ------------------ | ------ | -------- | ----------------- |
| 1960年（昭和35年） | 675    | 未 開 業 | [ 東京都統計 1 ]  |
| 1961年（昭和36年） | 951    | 未 開 業 | [ 東京都統計 2 ]  |
| 1962年（昭和37年） | 1,524  | 未 開 業 | [ 東京都統計 3 ]  |
| 1963年（昭和38年） | 2,497  | 未 開 業 | [ 東京都統計 4 ]  |
| 1964年（昭和39年） | 3,725  | 未 開 業 | [ 東京都統計 5 ]  |
| 1965年（昭和40年） | 4,384  | 未 開 業 | [ 東京都統計 6 ]  |
| 1966年（昭和41年） | 4,842  | 未 開 業 | [ 東京都統計 7 ]  |
| 1967年（昭和42年） | 5,161  | 未 開 業 | [ 東京都統計 8 ]  |
| 1968年（昭和43年） | 5,938  | 未 開 業 | [ 東京都統計 9 ]  |
| 1969年（昭和44年） | 6,840  | 未 開 業 | [ 東京都統計 10 ] |
| 1970年（昭和45年） | 7,479  | 未 開 業 | [ 東京都統計 11 ] |
| 1971年（昭和46年） | 7,609  | 未 開 業 | [ 東京都統計 12 ] |
| 1972年（昭和47年） | 7,964  | 未 開 業 | [ 東京都統計 13 ] |
| 1973年（昭和48年） | 8,647  | 未 開 業 | [ 東京都統計 14 ] |
| 1974年（昭和49年） | 8,559  | 未 開 業 | [ 東京都統計 15 ] |
| 1975年（昭和50年） | 8,732  | 未 開 業 | [ 東京都統計 16 ] |
| 1976年（昭和51年） | 9,016  | 未 開 業 | [ 東京都統計 17 ] |
| 1977年（昭和52年） | 9,175  | 未 開 業 | [ 東京都統計 18 ] |
| 1978年（昭和53年） | 8,885  | 未 開 業 | [ 東京都統計 19 ] |
| 1979年（昭和54年） | 8,795  | 未 開 業 | [ 東京都統計 20 ] |
| 1980年（昭和55年） | 8,923  | 未 開 業 | [ 東京都統計 21 ] |
| 1981年（昭和56年） | 8,847  | 未 開 業 | [ 東京都統計 22 ] |
| 1982年（昭和57年） | 8,751  | 未 開 業 | [ 東京都統計 23 ] |
| 1983年（昭和58年） | 8,779  | 未 開 業 | [ 東京都統計 24 ] |
| 1984年（昭和59年） | 8,584  | 未 開 業 | [ 東京都統計 25 ] |
| 1985年（昭和60年） | 8,003  | 未 開 業 | [ 東京都統計 26 ] |
| 1986年（昭和61年） | 8,468  | 未 開 業 | [ 東京都統計 27 ] |
| 1987年（昭和62年） | 8,631  | 未 開 業 | [ 東京都統計 28 ] |
| 1988年（昭和63年） | 8,827  | 未 開 業 | [ 東京都統計 29 ] |
| 1989年（平成元年） | 9,173  | 未 開 業 | [ 東京都統計 30 ] |
| 1990年（平成02年） | 9,830  | 未 開 業 | [ 東京都統計 31 ] |
| 1991年（平成03年） | 10,268 | 未 開 業 | [ 東京都統計 32 ] |
| 1992年（平成04年） | 9,841  | 未 開 業 | [ 東京都統計 33 ] |
| 1993年（平成05年） | 10,077 | 未 開 業 | [ 東京都統計 34 ] |
| 1994年（平成06年） | 9,929  | 未 開 業 | [ 東京都統計 35 ] |
| 1995年（平成07年） | 9,779  | 未 開 業 | [ 東京都統計 36 ] |
| 1996年（平成08年） | 9,597  | 未 開 業 | [ 東京都統計 37 ] |
| 1997年（平成09年） | 9,263  | 未 開 業 | [ 東京都統計 38 ] |
| 1998年（平成10年） | 9,244  | 未 開 業 | [ 東京都統計 39 ] |
| 1999年（平成11年） | 9,530  | 未 開 業 | [ 東京都統計 40 ] |
| 2000年（平成12年） | 9,268  | 3,336    | [ 東京都統計 41 ] |

### 各年度1日平均上車人次（2001年以後）
近年1日平均上車人次數如下表。
| 年度               | 淺草線 | 大江戶線 | 來源              |
| ------------------ | ------ | -------- | ----------------- |
| 2001年（平成13年） | 12,784 | 4,096    | [ 東京都統計 42 ] |
| 2002年（平成14年） | 9,321  | 4,499    | [ 東京都統計 43 ] |
| 2003年（平成15年） | 9,399  | 4,779    | [ 東京都統計 44 ] |
| 2004年（平成16年） | 9,118  | 5,496    | [ 東京都統計 45 ] |
| 2005年（平成17年） | 8,833  | 6,534    | [ 東京都統計 46 ] |
| 2006年（平成18年） | 13,915 | 11,830   | [ 東京都統計 47 ] |
| 2007年（平成19年） | 15,339 | 12,855   | [ 東京都統計 48 ] |
| 2008年（平成20年） | 15,489 | 13,685   | [ 東京都統計 49 ] |
| 2009年（平成21年） | 15,301 | 13,726   | [ 東京都統計 50 ] |
| 2010年（平成22年） | 15,367 | 13,942   | [ 東京都統計 51 ] |
| 2011年（平成23年） | 15,071 | 13,742   | [ 東京都統計 52 ] |
| 2012年（平成24年） | 15,997 | 14,715   | [ 東京都統計 53 ] |
| 2013年（平成25年） | 16,808 | 15,323   | [ 東京都統計 54 ] |
| 2014年（平成26年） | 17,320 | 15,546   | [ 東京都統計 55 ] |
| 2015年（平成27年） | 17,455 | 16,008   | [ 東京都統計 56 ] |
| 2016年（平成28年） | 17,718 | 16,258   | [ 東京都統計 57 ] |
| 2017年（平成29年） | 18,127 | 16,679   |                   |

備註
1. ↑  1960年12月4日開業。開業日から翌年3月31日までの計118日間を集計したデータ。
2. ↑  2000年12月12日開業。開業日から翌年3月31日までの計110日間を集計したデータ。

## 車站周邊
- 東京都水道局（日语：東京都水道局）藏前污水處理中心

- 東京都下水道局藏前水之館

- 東京都立藏前工業高等學校（日语：東京都立蔵前工業高等学校）
- 隅田川
- 國道6號（江戶通）
- 春日通
- 藏前橋通（日语：蔵前橋通り）
- 國際通
- 鳥越神社（日语：鳥越神社）
- 警視廳蔵前警察署（日语：藏前警察署）
- 獅王總部
- 田原町站 - 東京地下鐵銀座線（經國際通步行前往需約10分左右，距離約600公尺。）

### 巴士路線
最近的巴士站是「藏前站前」與「藏前二丁目」。南めぐりん由日立自動車交通運行，ぐるーりめぐりん由京成巴士運行，其他皆由東京都交通局運行。

#### 藏前站前
- 都02：往錦糸町站／往大塚站
- 東42甲：往南千住站西口、南千住車庫／往東京站八重洲口、東神田

#### 藏前二丁目
- 東42甲：往南千住站西口、南千住車庫／往東京站八重洲口、東神田

#### 大江戶線藏前站
- 南めぐりん：田原町站、生涯學習中心北、上野站方向
- ぐるーりめぐりん：鳥越神社前、新御徒町站、台東區役所、上野站入谷口、三之輪站、吉原大門、清川方向

## 其他
淺草線曾有計畫是在日本橋站與東銀座站之間建設一條通過東京站的分岐線（三角線），該計畫將遷移本站月台並增加待避設備。但現在已被都心直結線（京成押上線押上站 - 新東京站 - 京急本線泉岳寺站）計畫取代。

## 相鄰車站
都營地下鐵
 淺草線
■機場快特
通過
■機場快特以外的列車類別
淺草橋（A 16）－藏前（A 17）－淺草（A 18）
 大江戶線
新御徒町（E 10）－藏前（E 11）－兩國（E 12）

## 來源
地下鐵1日平均使用人數
1. ↑  各駅乗降人員一覧 （页面存档备份，存于） - 東京都交通局

地下鐵統計資料
1. ↑  .   [2017-05-29]. （原始内容存档于2016-04-01）.

東京都統計年鑑
1. ↑  .   [2019-02-03]. （原始内容存档于2016-03-05）.
2. ↑  .   [2019-02-03]. （原始内容存档于2015-06-29）.
3. ↑  .   [2019-02-03]. （原始内容存档于2015-06-29）.
4. ↑  .   [2019-02-03]. （原始内容存档于2015-06-29）.
5. ↑  .   [2019-02-03]. （原始内容存档于2015-06-29）.
6. ↑  .   [2019-02-03]. （原始内容存档于2016-03-05）.
7. ↑  .   [2019-02-03]. （原始内容存档于2016-03-05）.
8. ↑  .   [2019-02-03]. （原始内容存档于2016-03-05）.
9. ↑  .   [2019-02-03]. （原始内容存档于2016-03-05）.
10. ↑  .   [2019-02-03]. （原始内容存档于2016-03-05）.
11. ↑  .   [2019-02-03]. （原始内容存档于2016-03-05）.
12. ↑  .   [2019-02-03]. （原始内容存档于2015-06-29）.
13. ↑  .   [2019-02-03]. （原始内容存档于2015-06-29）.
14. ↑  .   [2019-02-03]. （原始内容存档于2015-06-29）.
15. ↑  .   [2019-02-03]. （原始内容存档于2016-03-05）.
16. ↑  .   [2019-02-03]. （原始内容存档于2016-06-02）.
17. ↑  .   [2019-02-03]. （原始内容存档于2015-06-29）.
18. ↑  .   [2019-02-03]. （原始内容存档于2016-03-05）.
19. ↑  .   [2019-02-03]. （原始内容存档于2015-06-29）.
20. ↑  .   [2019-02-03]. （原始内容存档于2016-03-05）.
21. ↑  .   [2019-02-03]. （原始内容存档于2016-03-05）.
22. ↑  .   [2019-02-03]. （原始内容存档于2016-03-05）.
23. ↑  .   [2019-02-03]. （原始内容存档于2015-06-29）.
24. ↑  .   [2019-02-03]. （原始内容存档于2015-06-29）.
25. ↑  .   [2019-02-03]. （原始内容存档于2015-06-29）.
26. ↑  .   [2019-02-03]. （原始内容存档于2016-03-05）.
27. ↑  .   [2019-02-03]. （原始内容存档于2016-03-05）.
28. ↑  .   [2019-02-03]. （原始内容存档于2015-06-29）.
29. ↑  .   [2019-02-03]. （原始内容存档于2016-03-05）.
30. ↑  .   [2019-02-03]. （原始内容存档于2016-03-05）.
31. ↑  .   [2019-02-03]. （原始内容存档于2016-03-05）.
32. ↑  .   [2019-02-03]. （原始内容存档于2016-03-05）.
33. ↑  .   [2019-02-03]. （原始内容存档于2013-08-15）.
34. ↑  .   [2019-02-03]. （原始内容存档于2013-02-03）.
35. ↑  .   [2019-02-03]. （原始内容存档于2013-02-03）.
36. ↑  .   [2019-02-03]. （原始内容存档于2013-02-03）.
37. ↑  .   [2019-02-03]. （原始内容存档于2013-02-03）.
38. ↑  .   [2019-02-03]. （原始内容存档于2016-03-04）.
39. ↑  平成10年PDF
40. ↑  平成11年PDF
41. ↑  .   [2019-02-03]. （原始内容存档于2016-03-04）.
42. ↑  .   [2019-02-03]. （原始内容存档于2016-03-04）.
43. ↑  .   [2019-02-03]. （原始内容存档于2017-07-29）.
44. ↑  .   [2019-02-03]. （原始内容存档于2017-07-29）.
45. ↑  .   [2019-02-03]. （原始内容存档于2017-07-29）.
46. ↑  .   [2019-02-03]. （原始内容存档于2017-07-29）.
47. ↑  .   [2019-02-03]. （原始内容存档于2017-07-29）.
48. ↑  .   [2019-02-03]. （原始内容存档于2017-07-29）.
49. ↑  .   [2019-02-03]. （原始内容存档于2017-07-29）.
50. ↑  .   [2019-02-03]. （原始内容存档于2016-03-26）.
51. ↑  .   [2019-02-03]. （原始内容存档于2016-03-27）.
52. ↑  .   [2019-02-03]. （原始内容存档于2016-03-25）.
53. ↑  .   [2019-02-03]. （原始内容存档于2016-03-27）.
54. ↑  .   [2019-02-03]. （原始内容存档于2016-03-22）.
55. ↑  .   [2019-02-03]. （原始内容存档于2017-07-30）.
56. ↑  .   [2019-02-03]. （原始内容存档于2018-11-09）.
57. ↑  .   [2019-02-03]. （原始内容存档于2019-05-02）.

## 外部連結
- 藏前 - 東京都交通局